# Wereldkampioenschap superbike van Phillip Island 2017
Het wereldkampioenschap superbike van Phillip Island 2017 was de eerste ronde van het wereldkampioenschap superbike en het wereldkampioenschap Supersport 2017. De races werden verreden op 25 en 26 februari 2017 op het Phillip Island Grand Prix Circuit op Phillip Island, Australië.

## Superbike

### Race 1
| Pos | Nr | Rijder               | Constructeur | Rondes | Tijd           | Grid | Punten |
| --- | -- | -------------------- | ------------ | ------ | -------------- | ---- | ------ |
| 1   | 1  | Jonathan Rea         | Kawasaki     | 22     | 33:52.290      | 1    | 25     |
| 2   | 7  | Chaz Davies          | Ducati       | 22     | +0.042         | 4    | 20     |
| 3   | 66 | Tom Sykes            | Kawasaki     | 22     | +1.050         | 2    | 16     |
| 4   | 22 | Alex Lowes           | Yamaha       | 22     | +1.082         | 5    | 13     |
| 5   | 2  | Leon Camier          | MV Agusta    | 22     | +3.002         | 9    | 11     |
| 6   | 12 | Javier Forés         | Ducati       | 22     | +3.320         | 8    | 10     |
| 7   | 81 | Jordi Torres         | BMW          | 22     | +8.725         | 7    | 9      |
| 8   | 50 | Eugene Laverty       | Aprilia      | 22     | +12.135        | 13   | 8      |
| 9   | 60 | Michael van der Mark | Yamaha       | 22     | +12.180        | 10   | 7      |
| 10  | 88 | Randy Krummenacher   | Kawasaki     | 22     | +12.439        | 14   | 6      |
| 11  | 69 | Nicky Hayden         | Honda        | 22     | +19.344        | 11   | 5      |
| 12  | 21 | Markus Reiterberger  | BMW          | 22     | +21.336        | 12   | 4      |
| 13  | 40 | Román Ramos          | Kawasaki     | 22     | +24.866        | 17   | 3      |
| 14  | 15 | Alex de Angelis      | Kawasaki     | 22     | +24.902        | 20   | 2      |
| 15  | 6  | Stefan Bradl         | Honda        | 22     | +28.936        | 15   | 1      |
| 16  | 84 | Riccardo Russo       | Yamaha       | 22     | +39.404        | 18   |        |
| 17  | 86 | Ayrton Badovini      | Kawasaki     | 22     | +42.941        | 21   |        |
| 18  | 37 | Ondřej Ježek         | Kawasaki     | 22     | +48.043        | 19   |        |
| DNF | 33 | Marco Melandri       | Ducati       | 15     | Schade ongeluk | 3    |        |
| DNF | 25 | Josh Brookes         | Yamaha       | 6      | Uitgevallen    | 16   |        |
| DNF | 32 | Lorenzo Savadori     | Aprilia      | 5      | Ongeluk        | 6    |        |

### Race 2
| Pos | Nr | Rijder               | Constructeur | Rondes | Tijd           | Grid | Punten |
| --- | -- | -------------------- | ------------ | ------ | -------------- | ---- | ------ |
| 1   | 1  | Jonathan Rea         | Kawasaki     | 22     | 33:52.785      | 1    | 25     |
| 2   | 7  | Chaz Davies          | Ducati       | 22     | +0.025         | 4    | 20     |
| 3   | 33 | Marco Melandri       | Ducati       | 22     | +0.249         | 3    | 16     |
| 4   | 22 | Alex Lowes           | Yamaha       | 22     | +0.956         | 5    | 13     |
| 5   | 12 | Javier Forés         | Ducati       | 22     | +2.320         | 8    | 11     |
| 6   | 66 | Tom Sykes            | Kawasaki     | 22     | +4.781         | 2    | 10     |
| 7   | 60 | Michael van der Mark | Yamaha       | 22     | +7.307         | 10   | 9      |
| 8   | 2  | Leon Camier          | MV Agusta    | 22     | +9.756         | 9    | 8      |
| 9   | 32 | Lorenzo Savadori     | Aprilia      | 22     | +11.135        | 6    | 7      |
| 10  | 50 | Eugene Laverty       | Aprilia      | 22     | +20.123        | 13   | 6      |
| 11  | 15 | Alex de Angelis      | Kawasaki     | 22     | +25.799        | 20   | 5      |
| 12  | 25 | Josh Brookes         | Yamaha       | 22     | +25.879        | 16   | 4      |
| 13  | 21 | Markus Reiterberger  | BMW          | 22     | +25.917        | 12   | 3      |
| 14  | 40 | Román Ramos          | Kawasaki     | 22     | +26.292        | 17   | 2      |
| 15  | 6  | Stefan Bradl         | Honda        | 22     | +28.440        | 15   | 1      |
| 16  | 88 | Randy Krummenacher   | Kawasaki     | 22     | +33.679        | 14   |        |
| 17  | 37 | Ondřej Ježek         | Kawasaki     | 22     | +1:13.561      | 19   |        |
| DNF | 69 | Nicky Hayden         | Honda        | 8      | Schade ongeluk | 11   |        |
| DNF | 86 | Ayrton Badovini      | Kawasaki     | 7      | Ongeluk        | 21   |        |
| DNF | 84 | Riccardo Russo       | Yamaha       | 2      | Ongeluk        | 18   |        |
| DNF | 81 | Jordi Torres         | BMW          | 0      | Uitgevallen    | 7    |        |

## Supersport
De race werd na 2 ronden stilgelegd vanwege een ongeluk tussen Robin Mulhauser en Gino Rea. Later werd de race herstart over een lengte van 10 ronden.
| Pos | Nr  | Rijder              | Constructeur | Rondes | Tijd                   | Grid | Punten |
| --- | --- | ------------------- | ------------ | ------ | ---------------------- | ---- | ------ |
| 1   | 44  | Roberto Rolfo       | MV Agusta    | 10     | 15:56.217              | 8    | 25     |
| 2   | 144 | Lucas Mahias        | Yamaha       | 10     | +1.001                 | 5    | 20     |
| 3   | 13  | Anthony West        | Yamaha       | 10     | +1.544                 | 22   | 16     |
| 4   | 77  | Kyle Ryde           | Kawasaki     | 10     | +1.679                 | 4    | 13     |
| 5   | 66  | Niki Tuuli          | Yamaha       | 10     | +1.727                 | 16   | 11     |
| 6   | 99  | P.J. Jacobsen       | MV Agusta    | 10     | +5.237                 | 1    | 10     |
| 7   | 41  | Aiden Wagner        | Honda        | 10     | +5.387                 | 20   | 9      |
| 8   | 26  | Kazuki Watanabe     | Kawasaki     | 10     | +6.610                 | 23   | 8      |
| 9   | 10  | Nacho Calero        | Kawasaki     | 10     | +8.057                 | 14   | 7      |
| 10  | 83  | Lachlan Epis        | Kawasaki     | 10     | +8.309                 | 21   | 6      |
| 11  | 32  | Sheridan Morais     | Yamaha       | 10     | +10.264                | 15   | 5      |
| 12  | 63  | Zulfahmi Khairuddin | Kawasaki     | 10     | +11.579                | 13   | 4      |
| 13  | 25  | Alex Baldolini      | MV Agusta    | 10     | +14.148                | 6    | 3      |
| 14  | 65  | Michael Canducci    | Kawasaki     | 10     | +23.247                | 12   | 2      |
| DNF | 64  | Federico Caricasulo | Yamaha       | 9      | Ongeluk                | 3    |        |
| DNF | 16  | Jules Cluzel        | Honda        | 9      | Ongeluk                | 2    |        |
| DNF | 35  | Stefan Hill         | Triumph      | 6      | Uitgevallen            | 18   |        |
| DNF | 7   | Davide Pizzoli      | MV Agusta    | 3      | Ongeluk                | 24   |        |
| DNF | 81  | Luke Stapleford     | Triumph      | 2      | Uitgevallen            | 11   |        |
| DNF | 111 | Kyle Smith          | Honda        | 1      | Schade ongeluk         | 9    |        |
| DNS | 11  | Christian Gamarino  | Honda        | 0      | Niet gestart in race 2 | 19   |        |
| DNS | 70  | Robin Mulhauser     | Honda        | 0      | Ongeluk in race 1      | 17   |        |
| DNS | 4   | Gino Rea            | Kawasaki     | 0      | Ongeluk in race 1      | 7    |        |
| DNS | 78  | Hikari Okubo        | Honda        | 0      | Niet gestart           |      |        |
| DNQ | 22  | Matt Edwards        | Triumph      | 0      | Niet gekwalificeerd    |      |        |

## Tussenstanden na wedstrijd

### Superbike
| Pos | Nr | Rijder       | Team     | Punten |
| --- | -- | ------------ | -------- | ------ |
| 1   | 1  | Jonathan Rea | Kawasaki | 50     |
| 2   | 7  | Chaz Davies  | Ducati   | 40     |
| 3   | 66 | Tom Sykes    | Kawasaki | 26     |
| 4   | 22 | Alex Lowes   | Yamaha   | 26     |
| 5   | 12 | Javier Forés | Ducati   | 21     |

### Supersport
| Pos | Nr  | Rijder        | Team      | Punten |
| --- | --- | ------------- | --------- | ------ |
| 1   | 44  | Roberto Rolfo | MV Agusta | 25     |
| 2   | 144 | Lucas Mahias  | Yamaha    | 20     |
| 3   | 13  | Anthony West  | Yamaha    | 16     |
| 4   | 77  | Kyle Ryde     | Kawasaki  | 13     |
| 5   | 66  | Niki Tuuli    | Yamaha    | 11     |

1990 · 1991 · 1992 · 1994 · 1995 · 1996 · 1997 · 1998 · 1999 · 2000 · 2001 · 2002 · 2003 · 2004 · 2005 · 2006 · 2007 · 2008 · 2009 · 2010 · 2011 · 2012 · 2013 · 2014 · 2015 · 2016 · 2017 · 2018 · 2019 · 2020 · 2022 · 2023 · 2024 · 2025